# Asse (moneta)
L'asse romano (in latino as, gen. assis) era una moneta di bronzo (in seguito di rame) in uso durante la Repubblica e l'Impero Romano.
L'asse fu introdotto durante il IV secolo a.C. in forma di una grande moneta fusa di bronzo. La parola as indica un'unità di misura di peso.
Accanto all'asse furono prodotti i suoi sottomultipli – bes (2/3), semisse (1/2), quincuncia (5/12), triente (1/3), quadrante (1/4), sestante (1/6), oncia (1/12), e semioncia (1/24) – ed i multipli – dupondio (2), sesterzio (2+1/2), tresse o tripondio (3), quadrusse (4), quinquesse (5), e decusse (10).
Durante la Repubblica di norma l'asse era caratterizzato dalla testa di Giano al diritto e da una prua di una galea al rovescio. L'asse in origine era fuso e prodotto su uno standard librale, cioè pesava una libra (circa 327 g).
Con la progressiva riduzione del peso delle monete, la produzione delle monete di bronzo durante la Repubblica romana, non fu più fusa, ma battuta.
Durante alcuni periodi non furono prodotti né assi né altre monete di bronzo.
Dopo la riforma monetaria di Augusto nel 23 a.C., l'asse fu battuto su rame puro rosso (anziché di bronzo) mentre sesterzio (4 assi) e dupondio (2 assi) erano prodotti in una lega colore oro nota ai numismatici col nome di oricalco. Sul dritto era, in genere, riportato il ritratto dell'Imperatore.
Mentre il diritto di coniazione delle monete in argento era riservato al Princeps, l'asse e le altre monete di bronzo venivano coniate su deliberazione del Senato e in genere al rovescio erano riportate le lettere 'SC', Senatus consultum.
L'asse continuò ad essere prodotto fino al III secolo. Era la moneta di valore più basso prodotta con regolarità durante l'Impero Romano mentre semissi e quadranti erano prodotti meno frequentemente e non più prodotti a partire dal principato di Marco Aurelio.
A volte l'asse era usato anche in espressioni idiomatiche da parte dei Romani. Infatti locuzioni quali "stimare qualcosa un asse" o "valutare qualcosa un asse" potevano voler dire "considerare qualcosa come di poco conto", in modo del tutto simile alla frase colloquiale italiana "non valere una lira".